# Hypoprepia dollii
Hypoprepia dollii är en fjärilsart som beskrevs av Dyar 1906. Hypoprepia dollii ingår i släktet Hypoprepia och familjen björnspinnare. Inga underarter finns listade i Catalogue of Life.